# Barranc del Bosc (Sarroca de Bellera)
El barranc del Bosc és un barranc, afluent del riu de les Esglésies. Discorre íntegrament pel terme de Sarroca de Bellera, al Pallars Jussà.
El barranc es forma just als vessants del sud-est del Tossal de Prat d'Hort, a uns 1.405 m. alt. Des d'aquest lloc, el barranc del Bosc davalla de nord-oest a sud-est, i va a abocar-se en el riu de les Esglésies al sud d'aquell poble.